# Чайковский, Василий Фёдорович
Василий Фёдорович Чайковский — советский хозяйственный, государственный и политический деятель.

## Биография
Родился в 1926 году в деревне Октябрь. Член КПСС с 1951 года.
Участник Великой Отечественной войны. С 1950 года — на хозяйственной, общественной и политической работе. В 1950—1987 гг. — заместитель комсорга, комсорг ЦК ВЛКСМ на Минском тракторном заводе, первый секретарь Заводского райкома ЛКСМ Белоруссии г. Минска, помощник начальника цеха, заместитель председателя, председатель заводского комитета профсоюза, секретарь парткома Минского автомобильного завода, заместитель заведующего организационным отделом Минского горкома Компартии Белоруссин, председатель Заводского райисполкома г. Минска, начальник Главного управления по обеспечению и сбыту нефтепродуктов при Совете Министров Белорусской ССР, председатель Государственного комитета Белорусской ССР по обеспечению нефтепродуктами
Избирался депутатом Верховного Совета Белорусской ССР 9-го, 11-го созывов.
Жил в Белоруссии.